# 2004年夏季残疾人奥林匹克运动会塞尔维亚和黑山代表团
2004年夏季残疾人奥林匹克运动会塞尔维亚和黑山代表团是塞尔维亚和黑山派出的2004年夏季残疾人奥林匹克运动会代表团。获得2枚铜牌。